# Modest Vereycken
Modest Charline Alfons Vereycken (Schelle, 6 februari 1932 - Borsbeek, 11 februari 2023) was een Belgisch politicus voor de CVP.

## Levensloop
Vereycken groeide op in een onderwijzersgezin en studeerde voor technisch ingenieur 'elektriciteit' aan het Hoger Instituut De Nayer in Mechelen. Na zijn legerdienst als reserveofficier begon hij in 1957 als ingenieur bij Agfa-Gevaert en groeide er door tot kaderlid. Hij werd later ook nog licentiaat 'arbeidsorganisatie' aan de Katholieke Universiteit Leuven. Ook was hij actief bij de plaatselijke afdeling van de KWB, waarvan hij voorzitter was.
Bij de gemeenteraadsverkiezingen van 1970 werd hij een eerste maal verkozen tot gemeenteraadslid te Borsbeek en er vervolgens onmiddellijk aangesteld tot schepen van Openbare Werken en Financiën. De daaropvolgende legislatuur (vanaf januari 1977) werd hij er aangesteld als burgemeester in opvolging van Leo Govaerts. Zowel tijdens zijn eerste als tweede ambtsperiode vormde hij een coalitie met de BSP. Hij bleef burgemeester tot 1988, waarna hij werd opgevolgd door partijgenoot Leo Vlaeymans. Vereycken bleef evenwel nog zetelen tot aan de stembusgang van 1994. Onder zijn bestuur werden tal van straten aangelegd, kreeg Borsbeek een eigen gemeentehuis en verwierf de gemeente Fort 3.
In 1989 werd hij geportretteerd door schilder Robert Borret. Zijn uitvaartplechtigheid vond plaats in de Sint-Jan Berchmanskerk te Borsbeek. Een laatste rustplaats kreeg hij op de begraafplaats van Borsbeek.